# Europees kampioenschap basketbal vrouwen 1989
Het 22e Europees kampioenschap basketbal vrouwen vond plaats van 13 tot 19 juni 1989 in Bulgarije. 8 nationale teams speelden in Varna om de Europese titel.

## Voorronde
De 8 deelnemende landen zijn onderverdeeld in twee poules van vier landen. De top twee van elke poule plaatsten zich voor de halve finales.

### Groep A
| Datum   | Land              | Score   | Land              |
| ------- | ----------------- | ------- | ----------------- |
| 13 juni | Nederland         | 52 – 67 | Italië            |
| 13 juni | Sovjet-Unie       | 78 – 75 | Tsjecho-Slowakije |
| 14 juni | Tsjecho-Slowakije | 68 – 60 | Nederland         |
| 14 juni | Sovjet-Unie       | 79 – 48 | Italië            |
| 15 juni | Sovjet-Unie       | 59 – 56 | Nederland         |
| 15 juni | Italië            | 51 – 67 | Tsjecho-Slowakije |

| Groep A |                   |             |             |             |            |            |            |        |
| #       | Land              | Wedstrijden | Wedstrijden | Wedstrijden | Doelpunten | Doelpunten | Doelpunten | Punten |
| #       | Land              | G           | W           | V           | V          | T          | Saldo      | Punten |
| 1       | Sovjet-Unie       | 3           | 3           | 0           | 216        | 179        | +37        | 6      |
| 2       | Tsjecho-Slowakije | 3           | 2           | 1           | 210        | 189        | +21        | 5      |
| 3       | Italië            | 3           | 1           | 2           | 166        | 198        | -32        | 4      |
| 4       | Nederland         | 3           | 0           | 3           | 168        | 194        | -26        | 3      |

### Groep B
| Datum   | Land        | Score   | Land      |
| ------- | ----------- | ------- | --------- |
| 13 juni | Joegoslavië | 76 – 52 | Hongarije |
| 13 juni | Bulgarije   | 90 – 54 | Frankrijk |
| 14 juni | Joegoslavië | 81 – 62 | Frankrijk |
| 14 juni | Hongarije   | 77 – 92 | Bulgarije |
| 15 juni | Frankrijk   | 65 – 63 | Hongarije |
| 15 juni | Joegoslavië | 79 – 69 | Bulgarije |

| Groep B |             |             |             |             |            |            |            |        |
| #       | Land        | Wedstrijden | Wedstrijden | Wedstrijden | Doelpunten | Doelpunten | Doelpunten | Punten |
| #       | Land        | G           | W           | V           | V          | T          | Saldo      | Punten |
| 1       | Joegoslavië | 3           | 3           | 0           | 236        | 183        | +53        | 6      |
| 2       | Bulgarije   | 3           | 2           | 1           | 251        | 210        | +41        | 5      |
| 3       | Frankrijk   | 3           | 1           | 2           | 181        | 234        | -53        | 4      |
| 4       | Hongarije   | 3           | 0           | 3           | 192        | 233        | -41        | 3      |

## Plaatsingswedstrijden 5e-8e plaats
| Datum               | Land      | Score   | Land      |
| ------------------- | --------- | ------- | --------- |
| 17 juni             | Nederland | 55 – 45 | Frankrijk |
| 17 juni             | Hongarije | 62 – 77 | Italië    |
| 18 juni (7e plaats) | Frankrijk | 66 – 84 | Hongarije |
| 18 juni (5e plaats) | Nederland | 42 – 51 | Italië    |

## Halve finales
| Datum   | Land              | Score   | Land        |
| ------- | ----------------- | ------- | ----------- |
| 17 juni | Tsjecho-Slowakije | 76 – 62 | Joegoslavië |
| 17 juni | Bulgarije         | 71 – 90 | Sovjet-Unie |

## Bronzen finale
| Datum   | Land        | Score   | Land      |
| ------- | ----------- | ------- | --------- |
| 18 juni | Joegoslavië | 69 – 79 | Bulgarije |

## Finale
| Datum   | Land              | Score   | Land        |
| ------- | ----------------- | ------- | ----------- |
| 18 juni | Tsjecho-Slowakije | 61 – 64 | Sovjet-Unie |

## Eindrangschikking
| Goud   | Sovjet-Unie       |
| Zilver | Tsjecho-Slowakije |
| Brons  | Bulgarije         |
| 4      | Joegoslavië       |
| 5      | Italië            |
| 6      | Nederland         |
| 7      | Hongarije         |
| 8      | Frankrijk         |

1938 · 
1950 · 
1952 · 
1954 · 
1956 · 
1958 · 
1960 · 
1962 · 
1964 · 
1966 · 
1968 · 
1970 · 
1972 · 
1974 · 
1976 · 
1978 · 
1980 · 
1981 · 
1983 · 
1985 · 
1987 · 
1989 · 
1991 · 
1993 · 
1995 · 
1997 · 
1999 · 
2001 · 
2003 · 
2005 · 
2007 · 
2009 · 
2011 · 
2013 · 
2015 · 
2017 · 
2019 · 
2021 · 
2023